# 桐原駅 (長野県)
桐原駅（きりはらえき）は、長野県長野市桐原一丁目にある長野電鉄長野線の駅。駅番号はN6。

## 歴史
- 1926年（大正15年）
  - 6月28日：長野電気鉄道により開業。
  - 9月30日：長野電鉄の駅となる。
- 1975年（昭和50年）4月5日：跨線橋設置に伴い、構内踏切廃止。
- 2021年（令和3年）7月1日：この日より終日無人駅となる[2]。

## 駅構造
相対式ホーム2面2線を有する地上駅。無人駅。木造駅舎を有する。ホーム間は跨線橋で連絡している。駅舎は開業当時からのものである。トイレは男女共用の汲み取り式で、駅舎内の跨線橋横にある。

### のりば
| 番線 | 路線    | 方向 | 行先                       |
| ---- | ------- | ---- | -------------------------- |
| 1    | ■長野線 | 下り | 須坂・信州中野・湯田中方面 |
| 2    | ■長野線 | 上り | 長野方面                   |

## 利用状況
近年の一日平均乗車人員の推移は下記のとおり。
| 年度               | 一日平均 乗車人員 |
| ------------------ | ----------------- |
| 2005年（平成17年） | 836               |
| 2006年（平成18年） | 812               |
| 2007年（平成19年） | 795               |
| 2008年（平成20年） | 805               |
| 2009年（平成21年） | 795               |
| 2010年（平成22年） | 800               |
| 2011年（平成23年） | 832               |
| 2012年（平成24年） | 816               |
| 2013年（平成25年） | 815               |
| 2014年（平成26年） | 811               |
| 2015年（平成27年） | 866               |
| 2016年（平成28年） | 914               |
| 2017年（平成29年） | 964               |
| 2018年（平成30年） | 1,011             |
| 2019年（令和元年） | 1,067             |

## 駅周辺
隣の信濃吉田駅との駅間が0.7kmと短いため、信濃吉田駅の駅連絡通路が見える。
- 桐原牧神社[1]
- 皇足穂吉田大御神宮（吉田神社）
- 長野吉田一郵便局
- 長野県長野吉田高等学校[1]
- 長野市立東部中学校
- ヤマダデンキ Tecc LIFE SELECT 長野SBC通り店
- イオンタウン長野三輪

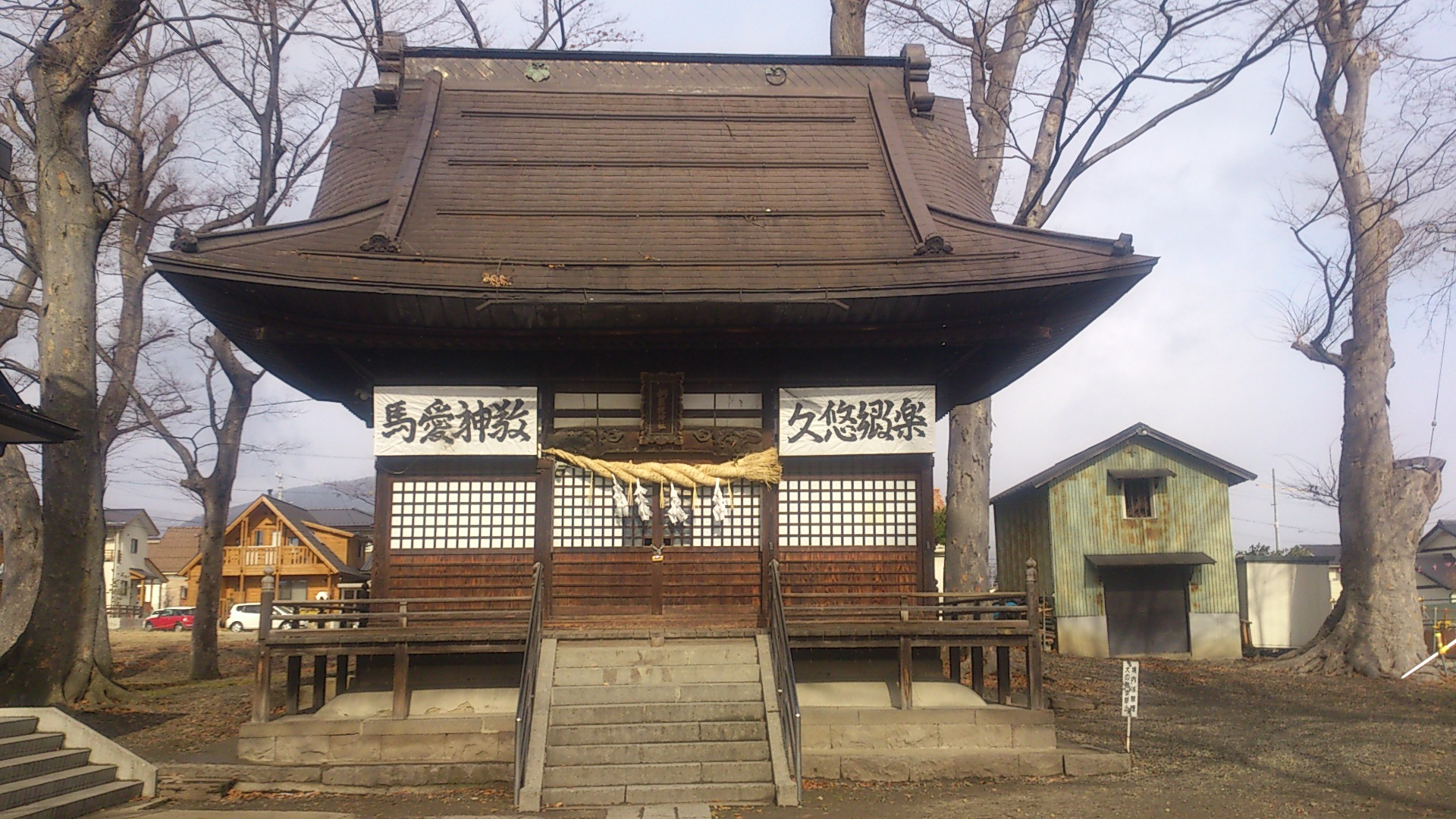
桐原牧神社
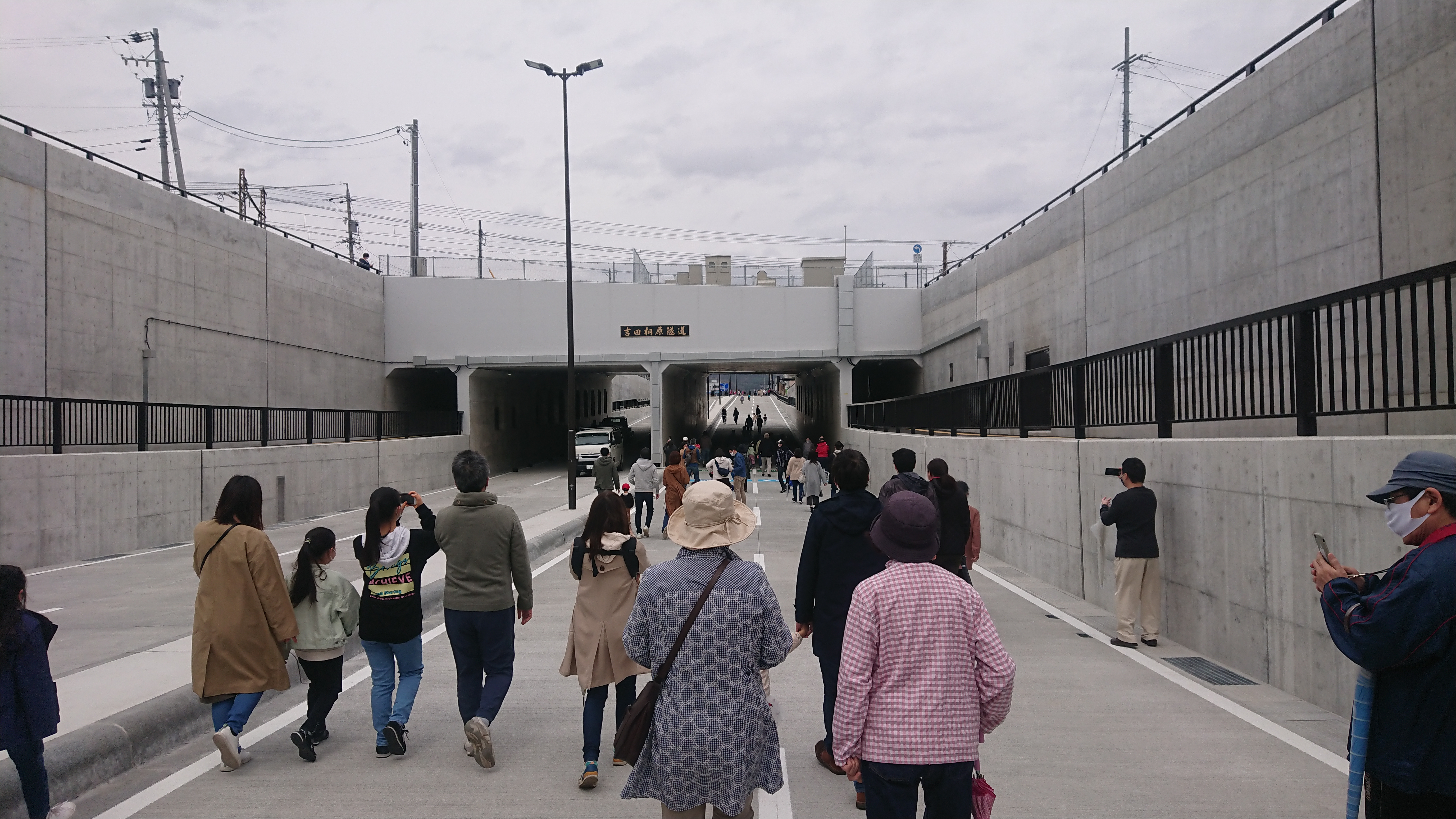
開通した吉田桐原隧道

## 隣の駅
長野電鉄
■長野線
■A特急・■B特急
通過
■普通
本郷駅 (N5) - 桐原駅 (N6) - 信濃吉田駅 (N7)